# 배알도해수욕장
배알도해수욕장은 전라남도 광양시의 태인도에 위치한 해수욕장이다. 지리적으로 섬진강하구에 위치하며, 태인도 동북쪽에 위치하고 있다. 배알도해수욕장은 태인도 북동쪽에 위치한 배알도 라는 섬이 본래 태인도와 백사장으로 연결되어 있으나, 물이 들어올 땐 백사장이 침수되어 태인도와 단절된다. 최근엔 환경오염 등의 문제로 폐장된 상태이다.